# Polycesta goryi
Polycesta goryi är en skalbaggsart som beskrevs av Saunders 1871. Polycesta goryi ingår i släktet Polycesta och familjen praktbaggar. Inga underarter finns listade i Catalogue of Life.